# Abrigo rupestre de Solhapa

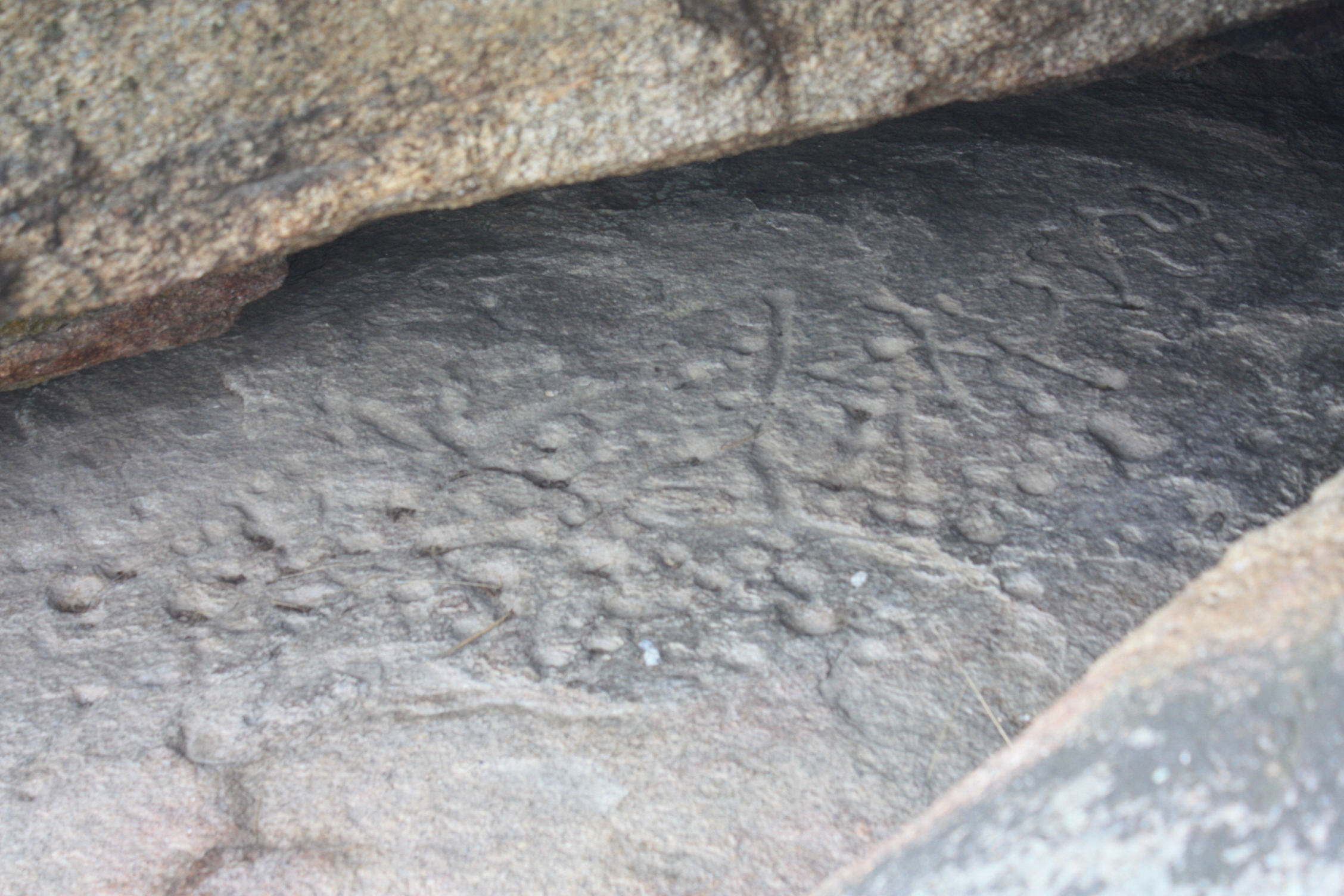
El abrigo en 2023.

El abrigo rupestre de Solhapa es un yacimiento arqueológico situado a unos tres kilómetros de la parroquia de Duas Igrejas, en el municipio de Miranda de Duero, en Portugal. Fue clasificado como Imóvel de Interesse Público en 1982.

## Descripción
Hay un grabado en el techo de la cueva que se asemeja a otros encontrados en países como España y Francia, y se ha interpretado como la representación de un hechicero. Se representa como una figura humana, cuya cabeza trapezoidal tiene las puntas como un par de ramas. En la cuenca, las dos líneas representan una cola y un falo erecto.
Las escrituras restantes se encuentran en las paredes y el suelo interiores de la cueva. El yacimiento presenta una importante diversidad iconográfica, con hoyuelos, líneas perpendiculares, semicírculos y barras rectilíneas interconectadas, con formas casi laberínticas. Hay un elemento con forma de serpiente y figuras humanas, cronológicamente ubicadas entre el Neolítico tardío y el Calcolítico temprano, y la Edad del Bronce.